# Muziekkollektief 't Slachthuis
Muziekkollektief 't Slachthuis is een Schiedamse vereniging, dat een samenwerkingsverband tussen diverse bands vormt, voornamelijk op het gebied van het vinden en beheren van een gezamenlijke oefenruimte.
Eind jaren zeventig nam het aantal amateurbands, door de gevolgen van de punkgolf, enorm toe. Muziekkollektief 't Slachthuis ontstond uit samenwerking tussen diverse bands die moesten verhuizen uit hun 'oefenruimte' in een flat-kelder of op zolders in diverse woonwijken. Er moest een nieuwe locatie gevonden worden, maar men wist niet waar.
De verschillende bands gingen samenwerken om een oefenruimte in Schiedam te realiseren. Op dat moment was er geen enkele oefenruimte in Schiedam voor bands in de toen moderne genres. In eerste instantie werd onderdak gevonden in de kelder van een kerk in de Gorzen, een wijk in Schiedam-Zuid, vlak bij de Maas en de voormalige Schiedamse scheepswerven. Door vandalisme werd een verder verblijf in deze ruimte echter onmogelijk. De bandjes gingen op zoek naar een eigen ruimte en vonden deze in de Noordmolenstraat in Schiedam, in het Piet van Gent pand.
Het betrof hier een kraakactie, met als doel uiteindelijk een ruimte toegewezen te krijgen door de gemeente Schiedam.
Om juridisch sterker te staan, werd een vereniging in het leven geroepen: Muziekkollektief 't Slachthuis. Op 31 december 1980 is deze vereniging officieel opgericht. De naam van het kollektief is onleend aan een boek van de Amerikaanse schrijver Kurt Vonnegut, Slaughterhouse Five. Een band van die naam maakt deel uit van de groep bands die de wortels van het kollektief vormen.
De kraakactie duurde meer dan een jaar, waarbij driftig gebruikgemaakt van het pand. Tientallen bands repeteerden in deze voormalige stokerij, die door aangebrachte isolatie zo goed als geen geluidsoverlast veroorzaakte. Buren waren blij met de kraakactie, omdat deze een nog verdere verpaupering van de wijk tegenging. De gemeente Schiedam echter, had hoop op kopers voor het pand, en wilde om die reden niet toestaan dat 't Slachthuis stroom of gas geleverd kreeg. Dit probleem werd opgelost met butagaskachels en stroomaggregaten.
Nadat 't Slachthuis en de gemeente uitvoerig om tafel hadden gezeten, werd de verhuizing naar een min of meer definitieve ruimte gerealiseerd: 't Slachthuis kreeg de kelderruimte van het Passagetheater aangeboden. De verbouwing van dit voormalige stookhok van het theater kostte het kollektief een enorme hoeveelheid tijd, en ook leden. Moe van de vele verhuizingen en verbouwingen stopten sommigen met muziek maken. Anderen zochten hun heil in de opnieuw tot leven gebrachte Stichting Rotterdamse Oefenruimte aan de Rotterdamse Boompjeskade.
De kelder werd verbouwd tot een oefenruimte van akoestisch hoge kwaliteit, met daarnaast een zit/keuken/regieruimte. 't Slachthuis vertoefde tien jaar in deze locatie. Het succes van de locatie valt ook af te lezen uit het feit dat diverse groepen terugkwamen naar het kollektief, en nieuwe groepen binnenkwamen. Er kon zowaar beleid worden gemaakt over de aanschaf van apparatuur, het maken van studio-opnames en het organiseren van optredens en festivals.
Donkere wolken pakten samen op het moment dat de plannen van de gemeente Schiedam bekend werden om de Passage volledig te verbouwen en uit te breiden tot een groot winkelcentrum. Op de plaats van het verenigingsgebouw van 't Slachthuis stond in de tekeningen een parkeergarage, en die is ook inderdaad gebouwd. Muziekkollektief 't Slachthuis heeft sindsdien onderdak bij Popoverleg Schiedam. De beide verenigingen vormen momenteel een vruchtbare samenwerking.
Het 'kollektief' draait nog steeds als 'kollektief'. Het samenwerkingsverband houdt in dat 't Slachthuis zorg draagt voor de ruimte en de faciliteiten. Deze bestaan onder andere uit versterkers, een drumstel, een zanginstallatie en een studio, met nog eens van alles een back-up voor als er iets stukgaat. Hiertegenover staat, dat alle opbrengsten van Slachthuisleden uit muziek in de kas van 't Slachthuis vloeien. Dit eind-jaren-zeventig-idee is voortgekomen uit de gedachte dat met muziekmaken toch geen droog brood te verdienen is.

## Bands
De bands van het eerste uur:
- City Guerilla
- Crumpets
- Flashing White Boots
- Monsieur Max et ses Detectives
- MP's
- Product X
- Slaughterhouse Five
- Waste of Time

Bands uit het overige verleden van Muziekkollektief 't Slachthuis:
- Aardappeleters
- Ant Hill Gang
- B.B. en de Bumpers
- Beauty Farm
- Bergman Bergman en Co
- Brady Bunch
- Brian and the Brains
- Camino Real
- De Verrekte Rug
- Lefthanded Mods
- Less-a-Stress
- Forbidden Fruit
- Fuck them all
- Herriebende
- de JaJaNi's
- Jamrax
- L.A. Meeting
- Mondays-Generation
- Never too Late
- Onder Voorbehoud
- Persuaders
- Ramjets
- Rens Valentine Five
- Slagwerkgroep
- S5
- Swingclub
- Urinators

Bands van huidige leden:
- (The) Bergman Therapy
- Grand Canyon Divers
- HetKees
- De Newtones
- Smurfbrain
- Total Drunk Russian Rabbit
- Kingfisherlive!